# Vladimír Prorok
Vladimír Prorok (28. července 1929 Poštorná – 8. června 2014 Praha) byl český sportovní gymnasta a trenér. Byl trenérem olympijských vítězek Evy Bosákové a Věry Čáslavské.

## Život
Jako gymnasta Dukly Praha se prosadil i do reprezentace a z účasti na prvním mistrovství Evropy v roce 1955 vytěžil zlato na prostných a stříbro na kruzích. Byl výbušný a elegantní závodník.
Od roku 1958 působil jako trenér národního týmu žen, jehož členky pod jeho vedením dosáhly na řadu medailí z mistrovství světa či Evropy. Připravoval Evu Bosákovou, která v roce 1960 na Letních olympijských hrách v Římě vybojovala zlato na kladině. Věru Čáslavskou vedl od jejího příchodu ke sportovní gymnastice až do olympijských her v Tokiu, kde vyhrála tři zlaté medaile. Čáslavská, která následně začala spolupracovat s trenérkou Slávkou Matlochovou, ho označila za svého osudového trenéra, další jeho svěřenkyně Miluše Nekvasilová vyzdvihla jeho pedagogické dovednosti, cit pro gymnastický pohyb a důslednost. Do přípravy gymnastek doplňoval nové náročné tréninkové metody.
Poté, co Čáslavská ukončila kariéru, prosadil mj. pořádání společných soustředění reprezentantek pod vedením jednotného trenérského týmu, která pomohla ještě i ke čtvrtému místu reprezentace žen na olympiádě v Moskvě. V roce 1981 se svou ženou Alenou (roz. Provalilová) odjel do Německa, kde vedl tamní ženskou reprezentaci, která se během několika let z druhé světové desítky posunula až do světové špičky. Na olympijských hrách 1984 v Los Angeles, poznamenaných neúčastí zemí socialistického bloku, skončilo německé družstvo na čtvrtém místě. Prorokovi změnili systém přípravy německých sportovních gymnastek, ve Frankfurtu ustanovil základnu sportovní gymnastiky. Centralizace sportovní přípravy ale nakonec narazila na představy západoněmeckých funkcionářů a jeho působení navzdory prokazatelným úspěchům skončilo v roce 1987. Vrátil se tedy do Československa.
V květnu 2009 byl vyznamenán čestnou medailí Českého olympijského výboru Tibi gratias.
Konec života strávil na své chalupě, kde se věnoval milovanému zahradničení. Zemřel po krátké těžké nemoci 8. června 2014.